# Đại dịch COVID-19 tại Ma Cao
Trường hợp đầu tiên được xác nhận về đại dịch bệnh virus corona 2019 (COVID-19) tại Ma Cao được công bố vào ngày 22 tháng 1 năm 2020. Ngày 4 tháng 7 năm 2022, Ma Cao công bố ca tử vong COVID-19 đầu tiên. Cho đến hết ngày 13 tháng 4 năm 2024, thành phố có 27.673 trường hợp được xác nhận nhiễm COVID-19 và có 123 trường hợp tử vong do bệnh này. Các biện pháp nghiêm ngặt của chính phủ bao gồm việc đóng cửa 15 ngày của tất cả 81 sòng bạc ở lãnh thổ vào tháng Hai; ngoài ra, có hiệu lực từ ngày 25 tháng 3 năm 2020, lãnh thổ này không cho phép các chuyến bay nối chuyến tại sân bay cũng như việc nhập cảnh của tất cả những người không cư trú (ngoại trừ cư dân của Trung Quốc đại lục, Hồng Kông và Đài Loan) và từ ngày 6 tháng 4 năm 2020, Cầu Hồng Kông – Chu Hải – Ma Cao đã bị đóng cửa đối với các phương tiện giao thông công cộng và hầu hết các phương tiện giao thông khác.

## Dòng thời gian
| COVID-19 tại Macau () Tử vong Hồi phục Đang điều trị 202020212022Thg 1Thg 2Thg 3Thg 4Thg 5Thg 6Thg 7Thg 8Thg 9Thg 10Thg 11Thg 12Thg 1Thg 2Thg 3Thg 4Thg 5Thg 6Thg 7Thg 8Thg 9Thg 10Thg 11Thg 12Thg 1Thg 2Thg 3Thg 4Thg 5Thg 6Thg 715 ngày gần nhất15 ngày gần nhất | COVID-19 tại Macau () Tử vong Hồi phục Đang điều trị 202020212022Thg 1Thg 2Thg 3Thg 4Thg 5Thg 6Thg 7Thg 8Thg 9Thg 10Thg 11Thg 12Thg 1Thg 2Thg 3Thg 4Thg 5Thg 6Thg 7Thg 8Thg 9Thg 10Thg 11Thg 12Thg 1Thg 2Thg 3Thg 4Thg 5Thg 6Thg 715 ngày gần nhất15 ngày gần nhất | COVID-19 tại Macau () Tử vong Hồi phục Đang điều trị 202020212022Thg 1Thg 2Thg 3Thg 4Thg 5Thg 6Thg 7Thg 8Thg 9Thg 10Thg 11Thg 12Thg 1Thg 2Thg 3Thg 4Thg 5Thg 6Thg 7Thg 8Thg 9Thg 10Thg 11Thg 12Thg 1Thg 2Thg 3Thg 4Thg 5Thg 6Thg 715 ngày gần nhất15 ngày gần nhất | COVID-19 tại Macau () Tử vong Hồi phục Đang điều trị 202020212022Thg 1Thg 2Thg 3Thg 4Thg 5Thg 6Thg 7Thg 8Thg 9Thg 10Thg 11Thg 12Thg 1Thg 2Thg 3Thg 4Thg 5Thg 6Thg 7Thg 8Thg 9Thg 10Thg 11Thg 12Thg 1Thg 2Thg 3Thg 4Thg 5Thg 6Thg 715 ngày gần nhất15 ngày gần nhất | COVID-19 tại Macau () Tử vong Hồi phục Đang điều trị 202020212022Thg 1Thg 2Thg 3Thg 4Thg 5Thg 6Thg 7Thg 8Thg 9Thg 10Thg 11Thg 12Thg 1Thg 2Thg 3Thg 4Thg 5Thg 6Thg 7Thg 8Thg 9Thg 10Thg 11Thg 12Thg 1Thg 2Thg 3Thg 4Thg 5Thg 6Thg 715 ngày gần nhất15 ngày gần nhất |
| --- | --- | --- | --- | --- |
| Ngày | Ngày | | Ca nhiễm | Ca nhiễm |
| 2020-01-22 | 2020-01-22 | | 2(n.a.) | 2(n.a.) |
| ⋮ | ⋮ | | 2(=) | 2(=) |
| 2020-01-26 | 2020-01-26 | | 5(+150%) | 5(+150%) |
| 2020-01-27 | 2020-01-27 | | 7(+40%) | 7(+40%) |
| ⋮ | ⋮ | | 7(=) | 7(=) |
| 2020-02-02 | 2020-02-02 | | 8(+14%) | 8(+14%) |
| 2020-02-03 | 2020-02-03 | | 8(=) | 8(=) |
| 2020-02-04 | 2020-02-04 | | 10(+25%) | 10(+25%) |
| 2020-02-05 | 2020-02-05 | | 10(=) | 10(=) |
| 2020-02-06 | 2020-02-06 | | 10(=) | 10(=) |
| ⋮ | ⋮ | | 10(=) | 10(=) |
| 2020-02-12 | 2020-02-12 | | 10(=) | 10(=) |
| 2020-02-13 | 2020-02-13 | | 10(=) | 10(=) |
| ⋮ | ⋮ | | 10(=) | 10(=) |
| 2020-02-16 | 2020-02-16 | | 10(=) | 10(=) |
| ⋮ | ⋮ | | 10(=) | 10(=) |
| 2020-02-19 | 2020-02-19 | | 10(=) | 10(=) |
| ⋮ | ⋮ | | 10(=) | 10(=) |
| 2020-02-26 | 2020-02-26 | | 10(=) | 10(=) |
| 2020-02-27 | 2020-02-27 | | 10(=) | 10(=) |
| ⋮ | ⋮ | | 10(=) | 10(=) |
| 2020-03-03 | 2020-03-03 | | 10(=) | 10(=) |
| ⋮ | ⋮ | | 10(=) | 10(=) |
| 2020-03-06 | 2020-03-06 | | 10(=) | 10(=) |
| ⋮ | ⋮ | | 10(=) | 10(=) |
| 2020-03-15 | 2020-03-15 | | 11(+10%) | 11(+10%) |
| 2020-03-16 | 2020-03-16 | | 11(=) | 11(=) |
| 2020-03-17 | 2020-03-17 | | 13(+18%) | 13(+18%) |
| 2020-03-18 | 2020-03-18 | | 15(+15%) | 15(+15%) |
| 2020-03-19 | 2020-03-19 | | 17(+13%) | 17(+13%) |
| 2020-03-20 | 2020-03-20 | | 17(=) | 17(=) |
| 2020-03-21 | 2020-03-21 | | 18(+5,9%) | 18(+5,9%) |
| 2020-03-22 | 2020-03-22 | | 21(+17%) | 21(+17%) |
| 2020-03-23 | 2020-03-23 | | 25(+19%) | 25(+19%) |
| 2020-03-24 | 2020-03-24 | | 26(+4%) | 26(+4%) |
| 2020-03-25 | 2020-03-25 | | 30(+15%) | 30(+15%) |
| 2020-03-26 | 2020-03-26 | | 33(+10%) | 33(+10%) |
| 2020-03-27 | 2020-03-27 | | 34(+3%) | 34(+3%) |
| 2020-03-28 | 2020-03-28 | | 37(+8,8%) | 37(+8,8%) |
| 2020-03-29 | 2020-03-29 | | 38(+2,7%) | 38(+2,7%) |
| 2020-03-30 | 2020-03-30 | | 39(+2,6%) | 39(+2,6%) |
| 2020-03-31 | 2020-03-31 | | 41(+5,1%) | 41(+5,1%) |
| ⋮ | ⋮ | | 41(=) | 41(=) |
| 2020-04-03 | 2020-04-03 | | 43(+4,9%) | 43(+4,9%) |
| 2020-04-04 | 2020-04-04 | | 43(=) | 43(=) |
| 2020-04-05 | 2020-04-05 | | 44(+2,3%) | 44(+2,3%) |
| ⋮ | ⋮ | | 44(=) | 44(=) |
| 2020-04-08 | 2020-04-08 | | 45(+2,3%) | 45(+2,3%) |
| ⋮ | ⋮ | | 45(=) | 45(=) |
| 2020-04-12 | 2020-04-12 | | 45(=) | 45(=) |
| 2020-04-13 | 2020-04-13 | | 45(=) | 45(=) |
| 2020-04-14 | 2020-04-14 | | 45(=) | 45(=) |
| 2020-04-15 | 2020-04-15 | | 45(=) | 45(=) |
| 2020-04-16 | 2020-04-16 | | 45(=) | 45(=) |
| 2020-04-17 | 2020-04-17 | | 45(=) | 45(=) |
| 2020-04-18 | 2020-04-18 | | 45(=) | 45(=) |
| 2020-04-19 | 2020-04-19 | | 45(=) | 45(=) |
| 2020-04-20 | 2020-04-20 | | 45(=) | 45(=) |
| 2020-04-21 | 2020-04-21 | | 45(=) | 45(=) |
| 2020-04-22 | 2020-04-22 | | 45(=) | 45(=) |
| 2020-04-23 | 2020-04-23 | | 45(=) | 45(=) |
| 2020-04-24 | 2020-04-24 | | 45(=) | 45(=) |
| 2020-04-25 | 2020-04-25 | | 45(=) | 45(=) |
| 2020-04-26 | 2020-04-26 | | 45(=) | 45(=) |
| 2020-04-27 | 2020-04-27 | | 45(=) | 45(=) |
| 2020-04-28 | 2020-04-28 | | 45(=) | 45(=) |
| 2020-04-29 | 2020-04-29 | | 45(=) | 45(=) |
| 2020-04-30 | 2020-04-30 | | 45(=) | 45(=) |
| 2020-05-01 | 2020-05-01 | | 45(=) | 45(=) |
| 2020-05-02 | 2020-05-02 | | 45(=) | 45(=) |
| 2020-05-03 | 2020-05-03 | | 45(=) | 45(=) |
| ⋮ | ⋮ | | 45(=) | 45(=) |
| 2020-05-06 | 2020-05-06 | | 45(=) | 45(=) |
| ⋮ | ⋮ | | 45(=) | 45(=) |
| 2020-05-10 | 2020-05-10 | | 45(=) | 45(=) |
| 2020-05-11 | 2020-05-11 | | 45(=) | 45(=) |
| 2020-05-12 | 2020-05-12 | | 45(=) | 45(=) |
| 2020-05-13 | 2020-05-13 | | 45(=) | 45(=) |
| ⋮ | ⋮ | | 45(=) | 45(=) |
| 2020-05-16 | 2020-05-16 | | 45(=) | 45(=) |
| ⋮ | ⋮ | | 45(=) | 45(=) |
| 2020-05-19 | 2020-05-19 | | 45(=) | 45(=) |
| ⋮ | ⋮ | | 45(=) | 45(=) |
| 2020-06-26 | 2020-06-26 | | 46(+2,2%) | 46(+2,2%) |
| ⋮ | ⋮ | | 46(=) | 46(=) |
| 2020-07-17 | 2020-07-17 | | 46(=) | 46(=) |
| ⋮ | ⋮ | | 46(=) | 46(=) |
| 2021-01-22 | 2021-01-22 | | 47(+2,2%) | 47(+2,2%) |
| ⋮ | ⋮ | | 47(=) | 47(=) |
| 2021-02-05 | 2021-02-05 | | 48(+2,1%) | 48(+2,1%) |
| ⋮ | ⋮ | | 48(=) | 48(=) |
| 2021-02-20 | 2021-02-20 | | 48(=) | 48(=) |
| ⋮ | ⋮ | | 48(=) | 48(=) |
| 2021-03-24 | 2021-03-24 | | 48(=) | 48(=) |
| ⋮ | ⋮ | | 48(=) | 48(=) |
| 2021-04-07 | 2021-04-07 | | 49(+2,1%) | 49(+2,1%) |
| ⋮ | ⋮ | | 49(=) | 49(=) |
| 2021-04-30 | 2021-04-30 | | 49(=) | 49(=) |
| ⋮ | ⋮ | | 49(=) | 49(=) |
| 2021-05-16 | 2021-05-16 | | 50(+2%) | 50(+2%) |
| ⋮ | ⋮ | | 50(=) | 50(=) |
| 2021-05-24 | 2021-05-24 | | 51(+2%) | 51(+2%) |
| ⋮ | ⋮ | | 51(=) | 51(=) |
| 2021-06-08 | 2021-06-08 | | 51(=) | 51(=) |
| ⋮ | ⋮ | | 51(=) | 51(=) |
| 2021-06-09 | 2021-06-09 | | 52(+2%) | 52(+2%) |
| ⋮ | ⋮ | | 52(=) | 52(=) |
| 2021-06-18 | 2021-06-18 | | 53(+1,9%) | 53(+1,9%) |
| ⋮ | ⋮ | | 53(=) | 53(=) |
| 2021-06-27 | 2021-06-27 | | 54(+1,9%) | 54(+1,9%) |
| ⋮ | ⋮ | | 54(=) | 54(=) |
| 2021-07-03 | 2021-07-03 | | 55(+1,9%) | 55(+1,9%) |
| 2021-07-04 | 2021-07-04 | | 55(=) | 55(=) |
| 2021-07-05 | 2021-07-05 | | 55(=) | 55(=) |
| ⋮ | ⋮ | | 55(=) | 55(=) |
| 2021-07-08 | 2021-07-08 | | 55(=) | 55(=) |
| ⋮ | ⋮ | | 55(=) | 55(=) |
| 2021-07-21 | 2021-07-21 | | 56(+1,8%) | 56(+1,8%) |
| ⋮ | ⋮ | | 56(=) | 56(=) |
| 2021-07-24 | 2021-07-24 | | 58(+3,6%) | 58(+3,6%) |
| 2021-07-25 | 2021-07-25 | | 59(+1,7%) | 59(+1,7%) |
| ⋮ | ⋮ | | 59(=) | 59(=) |
| 2021-07-29 | 2021-07-29 | | 59(=) | 59(=) |
| ⋮ | ⋮ | | 59(=) | 59(=) |
| 2021-08-03 | 2021-08-03 | | 63(+6,8%) | 63(+6,8%) |
| 2021-08-04 | 2021-08-04 | | 63(=) | 63(=) |
| 2021-08-05 | 2021-08-05 | | 63(=) | 63(=) |
| 2021-08-06 | 2021-08-06 | | 63(=) | 63(=) |
| 2021-08-07 | 2021-08-07 | | 63(=) | 63(=) |
| ⋮ | ⋮ | | 63(=) | 63(=) |
| 2021-08-17 | 2021-08-17 | | 63(=) | 63(=) |
| ⋮ | ⋮ | | 63(=) | 63(=) |
| 2021-08-27 | 2021-08-27 | | 63(=) | 63(=) |
| ⋮ | ⋮ | | 63(=) | 63(=) |
| 2021-09-05 | 2021-09-05 | | 63(=) | 63(=) |
| ⋮ | ⋮ | | 63(=) | 63(=) |
| 2021-09-09 | 2021-09-09 | | 63(=) | 63(=) |
| 2021-09-10 | 2021-09-10 | | 63(=) | 63(=) |
| 2021-09-11 | 2021-09-11 | | 63(=) | 63(=) |
| ⋮ | ⋮ | | 63(=) | 63(=) |
| 2021-09-24 | 2021-09-24 | | 64(+1,6%) | 64(+1,6%) |
| 2021-09-25 | 2021-09-25 | | 66(+3,1%) | 66(+3,1%) |
| 2021-09-26 | 2021-09-26 | | 66(=) | 66(=) |
| 2021-09-27 | 2021-09-27 | | 67(+1,5%) | 67(+1,5%) |
| 2021-09-28 | 2021-09-28 | | 71(+6%) | 71(+6%) |
| ⋮ | ⋮ | | 71(=) | 71(=) |
| 2021-10-01 | 2021-10-01 | | 71(=) | 71(=) |
| ⋮ | ⋮ | | 71(=) | 71(=) |
| 2021-10-04 | 2021-10-04 | | 74(+4,2%) | 74(+4,2%) |
| 2021-10-05 | 2021-10-05 | | 75(+1,4%) | 75(+1,4%) |
| ⋮ | ⋮ | | 75(=) | 75(=) |
| 2021-10-09 | 2021-10-09 | | 77(+2,7%) | 77(+2,7%) |
| ⋮ | | | | |
| 2022-06-21 | 2022-06-21 | | 329(n.a.) | 329(n.a.) |
| 2022-06-22 | 2022-06-22 | | 107(−67%) | 107(−67%) |
| 2022-06-23 | 2022-06-23 | | 115(+7,5%) | 115(+7,5%) |
| 2022-06-24 | 2022-06-24 | | 125(+8,7%) | 125(+8,7%) |
| 2022-06-25 | 2022-06-25 | | 129(+3,2%) | 129(+3,2%) |
| 2022-06-26 | 2022-06-26 | | 172(+15%) | 172(+15%) |
| 2022-06-27 | 2022-06-27 | | 189(+9.9%) | 189(+9.9%) |
| 2022-06-28 | 2022-06-28 | | 205(+8.5%) | 205(+8.5%) |
| 2022-06-29 | 2022-06-29 | | 205(+28%) | 205(+28%) |
| 2022-06-30 | 2022-06-30 | | 325(+23%) | 325(+23%) |
| 2022-07-01 | 2022-07-01 | | 355(+9.2%) | 355(+9.2%) |
| 2022-07-02 | 2022-07-02 | | 391(+10%) | 391(+10%) |
| 2022-07-03 | 2022-07-03 | | 435(+12%) | 435(+12%) |
| 2022-07-04 | 2022-07-04 | | 461(+6%) | 461(+6%) |
| 2022-07-05 | 2022-07-05 | | 512(+11%) | 512(+11%) |
| 2022-07-06 | 2022-07-06 | | 550(+7.4%) | 550(+7.4%) |
| 2022-07-07 | 2022-07-07 | | 566(+2.9%) | 566(+2.9%) |
| 2022-07-08 | 2022-07-08 | | 590(+4.2%) | 590(+4.2%) |
| 2022-07-09 | 2022-07-09 | | 621(+5.3%) | 621(+5.3%) |
| 2022-07-10 | 2022-07-10 | | 642(+3.3%) | 642(+3.3%) |
| 2022-07-11 | 2022-07-11 | | 663(+3.3%) | 663(+3.3%) |
| 2022-07-12 | 2022-07-12 | | 679(+2.4%) | 679(+2.4%) |
| 2022-07-13 | 2022-07-13 | | 696(+2.5%) | 696(+2.5%) |
| 2022-07-14 | 2022-07-14 | | 711(+2.2%) | 711(+2.2%) |
| 2022-07-15 | 2022-07-15 | | 727(+2.3%) | 727(+2.3%) |
| 2022-07-16 | 2022-07-16 | | 742(+2.1%) | 742(+2.1%) |
| 2022-07-17 | 2022-07-17 | | 756(+1.9%) | 756(+1.9%) |
| 2022-07-18 | 2022-07-18 | | 762(+0.8%) | 762(+0.8%) |
| 2022-07-19 | 2022-07-19 | | 772(+1.3%) | 772(+1.3%) |
| 2022-07-20 | 2022-07-20 | | 781(+1.2%) | 781(+1.2%) |
| 2022-07-21 | 2022-07-21 | | 783(+0.3%) | 783(+0.3%) |
| 2022-07-22 | 2022-07-22 | | 783(=) | 783(=) |
| 2022-07-23 | 2022-07-23 | | 785(+0.3%) | 785(+0.3%) |
| 2022-07-24 | 2022-07-24 | | 787(+0.3%) | 787(+0.3%) |
| Nguồn: Special Webpage Against Epidemics | | | | |

### Làn sóng thứ nhất
Đến ngày 22 tháng 1, Ma Cao đã xác nhận hai trường hợp, một phụ nữ 52 tuổi và một người đàn ông 66 tuổi, đều đến từ Vũ Hán.
Vào sáng ngày 26 tháng 1, Sở Y tế Ma Cao đã xác nhận thêm ba trường hợp: một phụ nữ 58 tuổi đến từ Hồng Kông vào ngày 23 tháng 1 sau khi đi du lịch đến Vũ Hán, và cả một phụ nữ 21 tuổi và một phụ nữ 39 tuổi người phụ nữ lớn tuổi đến Ma Cao vào ngày 22 tháng 1 qua cầu Lotus; tất cả đều là cư dân của Vũ Hán. Chính phủ Ma Cao đã tạm thời đóng cửa tất cả các trường học và đại học, và đã áp đặt kiểm soát biên giới bằng kiểm tra nhiệt độ. Chính phủ cũng tuyên bố đóng cửa một số địa điểm để hạn chế sự lây lan của virus, bao gồm một số địa điểm giải trí và các buổi biểu diễn vào Tết Nguyên đán.
Vào ngày 27 tháng 1, một cậu bé 15 tuổi, con trai của một trong những bệnh nhân được xác nhận trước đó, đã được tuyên bố là trường hợp thứ sáu của virus ở Ma Cao. Vào ngày 28 tháng 1, trường hợp thứ bảy đã được công bố, một phụ nữ 67 tuổi và cư dân Vũ Hán đã tới Quảng Châu trước khi vào Ma Cao qua trạm kiểm soát Cổng rào chắn.
Vào ngày 6 tháng 3, tất cả 10 bệnh nhân được xác nhận nhiễm virut đã hồi phục. Tuy nhiên, theo các nhà chức trách, vẫn còn 224 người bị cô lập, 6 người bị cách ly và 58 cư dân Ma Cao bị cô lập vì họ đã đến Hàn Quốc và Ý.
Vào ngày 7 tháng 3, Philippines đã thông báo rằng một hoạt động không vận sẽ được triển khai để mang về nhà 167 người Philippines đang làm việc tại Ma Cao.

### Làn sóng thứ 2
Vào ngày 15 tháng 3, Ma Cao đã có 1 trường hợp mới nhiễm COVID-19. Ca bệnh đến từ Bồ Đào Nha. Bệnh nhân là một công nhân nhập cư Hàn Quốc đã đến thăm gia đình của bạn trai ở thành phố Porto.
Người phụ nữ rời Ma Cao vào ngày 30 tháng 1 và trở về vào ngày 13 tháng 3 trên chuyến bay số EK380 từ Dubai đến Hồng Kông (khởi hành vào ngày 13 tháng 3), trên ghế 31J. Cô trở về Ma Cao cùng ngày qua Cầu Hồng Kông – Chu Hải – Ma Cao. Cô bắt đầu bị ho vào cùng ngày và đến bệnh viện vào chiều Chủ Nhật bị sốt.  Lưu trữ ngày 27 tháng 3 năm 2020 tại Wayback Machine7\
Vào ngày 17 tháng 3, 2 trường hợp mới đã được báo cáo. Bệnh nhân đầu tiên là nam giới 47 tuổi, quốc tịch Tây Ban Nha đang kinh doanh tại Ma Cao; ông đáp chuyến bay SU2501 từ Madrid đến Moscow vào ngày 15 tháng 3, và sau đó là chuyến bay SU204 từ Moscow đến Bắc Kinh. Ngày 16 tháng 3, ông đáp chuyến bay NX001 từ Bắc Kinh đến Ma Cao, đến sân bay Ma Cao lúc 8 giờ tối cùng ngày. Bệnh nhân thứ hai là một phụ nữ 20 tuổi, cư dân Ma Cao, đang du học tại Vương quốc Anh. Bệnh nhân rời Luân Đôn và đến Sân bay Quốc tế Hồng Kông qua Kuala Lumpur vào đêm ngày 16 tháng 3. Khi đến Cầu Hồng Kông – Chu Hải – Ma Cao, cô ấy được phát hiện bị sốt và ngay lập tức được đưa đến bệnh viện. Xét nghiệm thêm cho thấy cô ấy đã bị nhiễm virus corona mới.
Vào ngày 19 tháng 3, Cục Giáo dục và Thanh niên đã thông báo hoãn lại kế hoạch tiếp tục dạy học tại trường tiểu học và trung học như một phản ứng đối với làn sóng thứ hai bắt đầu từ ca mắc thứ 11. Kế hoạch nối lại các lớp học bắt đầu vào ngày 30 tháng 3, theo công bố vào ngày 11 tháng 3.
Vào ngày 27 tháng 3, chính quyền của thành phố láng giềng Châu Hải thông báo rằng bất kỳ ai trở về hoặc đi từ bên ngoài Trung Quốc đại lục (bao gồm cả Ma Cao và Hồng Kông) sẽ phải trải qua 14 ngày cách ly bắt buộc nhưng có một số người ngoại lệ. Điều này gây ra đám đông lớn và hỗn loạn tại Trạm kiểm soát Lotus ở Lộ Đãng Thành, là trạm kiểm soát biên giới duy nhất mở cửa vào thời điểm đó.
Vào ngày 19 tháng 6, 300 người Philippines đang sống tại Ma Cao được hồi hương trong chiến dịch do Tổng Lãnh sự quán Philippines tại Ma Cao đứng đầu.

## Phản ứng và tác động

### Tháng 12 năm 2019
Vào ngày 31 tháng 12 năm 2019, Cục Y tế đã được Ủy ban Y tế Quốc gia Trung Quốc thông báo về một đợt bùng phát bệnh viêm phổi không rõ nguyên nhân ở Vũ Hán. Người dân được yêu cầu tránh hoảng loạn quá mức nhưng phải có ý thức giữ gìn vệ sinh cá nhân và vệ sinh môi trường của họ. Những người đi du lịch đến Vũ Hán được khuyến cáo tránh đến các bệnh viện địa phương hoặc tiếp xúc với người bệnh.

### Tháng 1 năm 2020
Vào ngày 1 tháng 1 năm 2020, Cục Y tế Macao đã yêu cầu Sân bay quốc tế Ma Cao thực hiện kiểm tra thân nhiệt cho tất cả hành khách trên các chuyến bay đến từ Vũ Hán. Bắt đầu từ ngày 5 tháng 1, Cục Y tế đã nâng mức cảnh báo viêm phổi lên mức 3 - nguy cơ trung bình và cùng ngày đã thành lập "Nhóm công tác liên khoa chống lại bệnh viêm phổi không rõ nguyên nhân" (應對不明原因肺炎跨部門工作小組).
Bắt đầu từ ngày 10 tháng Giêng, người dân đã mua khẩu trang với số lượng lớn, dẫn đến tình trạng khan hàng tại một số hiệu thuốc. Thời báo Macao Daily News báo cáo rằng theo Cục Y tế, nguồn cung cấp khẩu trang của thành phố đủ. Vào ngày mà trường hợp đầu tiên ở Ma Cao được xác nhận, Cục Y tế đã thông báo trong một cuộc họp báo về việc áp dụng mua khẩu trang bắt đầu từ tối ngày 23 tháng 1: Người dân Ma Cao và người lao động nước ngoài có thể sử dụng Thẻ Căn cước Cư trú Ma Cao và nước ngoài chứng minh thư công nhân tương ứng để mua tối đa 10 khẩu trang cho mỗi người sau mỗi 10 ngày. Giám đốc Cục Y tế Lei Chin Ion (李展潤) cho biết trong số 294 hiệu thuốc ở Ma Cao, 160 tiệm không có khẩu trang và trong số tám nhà cung cấp khẩu trang, một nhà cung cấp còn 150.000 khẩu trang trong khi những nhà cung cấp khác đã hết hàng.
Vào ngày 21 tháng 1, Đặc khu trưởng Hạ Nhất Thành đã ra lệnh thành lập "Trung tâm điều phối khẩn cấp do virus corona mới" hoạt động 24 giờ, thay thế cho "Nhóm công tác liên khoa chống lại bệnh viêm phổi không rõ nguyên nhân" hoạt động trực tiếp dưới quyền đặc khu trưởng với Thư ký Văn hóa và Xã hội là phó chủ tịch. Để đối phó với ca nhập cảnh đầu tiên của thành phố, các bước được thực hiện bao gồm: các điểm kiểm soát biên giới thực hiện khai báo sức khỏe, nhân viên khu nghỉ mát phải đeo khẩu trang, người dân Ma Cao không được khuyến khích đến Vũ Hán và các đoàn du lịch giữa Vũ Hán và Ma Cao đã bị đình chỉ.
Vào ngày 23 tháng 1, Ma Cao đã xác nhận ca nhập cảnh thứ hai mắc bệnh khiến Văn phòng Du lịch Chính phủ phải hủy bỏ tất cả các hoạt động mừng năm mới bao gồm cả Lễ diễu hành mừng năm mới Tết Nguyên đán ở Ma Cao. Cùng ngày, ông Hạ Nhất Thành thông báo rằng bất kỳ ai có triệu chứng sốt không nên rời khỏi Ma Cao. Vào ngày 23 tháng 1, ông thông báo rằng Ma Cao đã đặt hàng 20 triệu khẩu trang để bán cho người dân Ma Cao và người lao động nước ngoài với giá gốc. Cơ quan Dịch vụ Cải huấn đã công bố các biện pháp phòng ngừa chống lại virus.
Vào ngày 24 tháng 1, Cục Giáo dục và Thanh niên đã thông báo rằng tất cả các trường không phải đại học sẽ kéo dài kỳ nghỉ Tết Nguyên đán, không tiếp tục các lớp học cho đến ngày 10 tháng 2 hoặc muộn hơn. Cục cũng yêu cầu các trung tâm dạy thêm, giáo dục thường xuyên khác lùi thời gian mở lớp trở lại. Cùng ngày, Cục Giáo dục Đại học cũng thông báo rằng 10 cơ sở giáo dục đại học sẽ hoãn các lớp học cho đến ngày 11 tháng Hai. Cục thể thao sau đó thông báo rằng các cơ sở thể thao sẽ đóng cửa từ 4 giờ chiều chiều hôm 24 tháng 1.
Vào ngày 25 tháng 1, chính quyền Ma Cao thông báo rằng giờ mở cửa tại Đồn biên giới Cerco với Châu Hải sẽ giảm ba giờ, xuống còn từ 6 giờ sáng đến 10 giờ chiều cho đến khi thông báo mới. Giờ mở cửa tại các cửa khẩu biên giới khác với Châu Hải và Hồng Kông sẽ không bị ảnh hưởng trong thời điểm hiện tại. Cùng ngày, chính quyền Ma Cao thông báo họ sẽ tặng 50.000 khẩu trang y tế cần thiết khẩn cấp cho thành phố Châu Hải để sử dụng cho việc phòng ngừa và điều trị virus.
Vào ngày 26 tháng 1, chính phủ thông báo rằng bắt đầu từ ngày 27, tất cả những người không cư trú đã hoặc đã đến Hồ Bắc trong 14 ngày qua phải có giấy của bác sĩ xác nhận rằng họ không có virus để được phép nhập cảnh Ma Cao. Ngoài ra, bất kỳ ai đã đến Hồ Bắc trong 14 ngày qua đều bị cấm vào các sòng bạc. Tối hôm đó, chính quyền Ma Cao thông báo rằng bắt đầu từ 9 giờ sáng ngày 27, 1.113 du khách từ Hồ Bắc đã nhập cảnh Ma Cao từ ngày 1 tháng 12 đến ngày 26 tháng 1 và vẫn ở trong lãnh thổ này sẽ bị cách ly.
Vào ngày 28 tháng 1, Thư ký Hành chính và Tư pháp Cheong Weng Chon (張永春) cho biết theo quyết định của chính quyền trung ương, việc xác nhận đối với du khách Trung Quốc đại lục đến Ma Cao sẽ bị đình chỉ.
Vào ngày 30 tháng 1, Cục Giáo dục Đại học thông báo rằng việc nối lại các lớp học sẽ trì hoãn thêm và lịch trình mở lại các lớp học sẽ được đưa ra một tuần trước khi các lớp học tiếp tục.

### Tháng 2 năm 2020

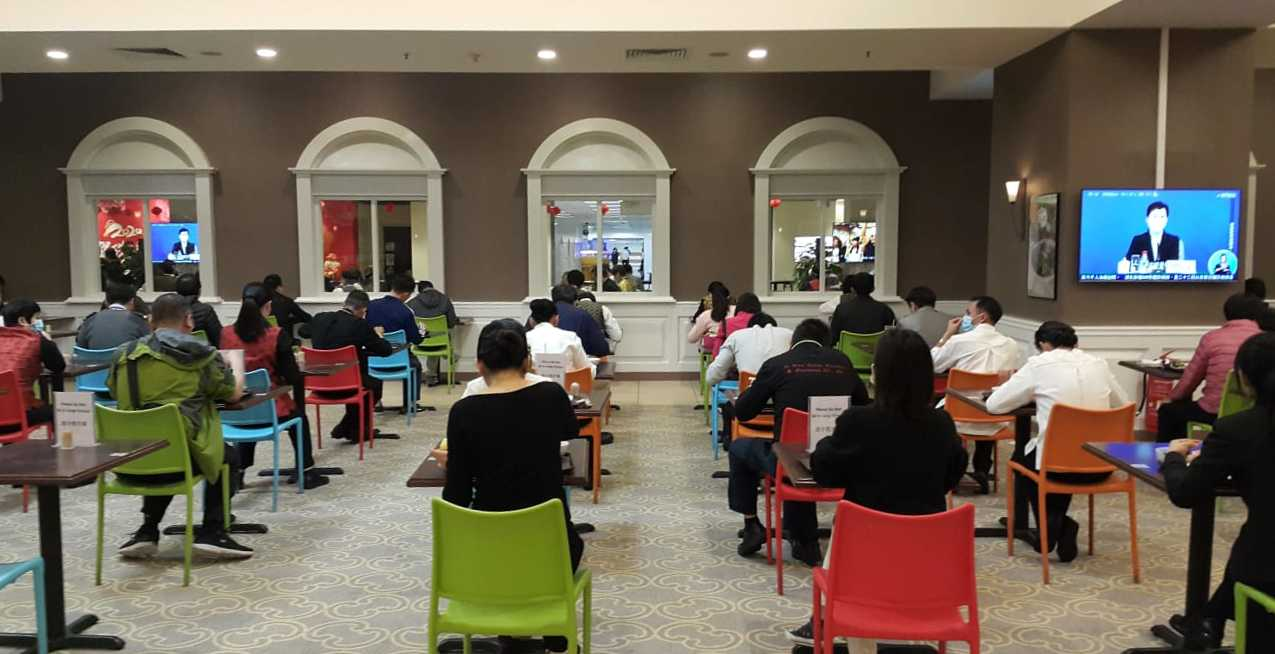
Để duy trì giãn cách xã hội, mỗi người ngồi tách biệt trong căng tin.

Ngày 3 tháng 2, chính quyền Ma Cao thông báo bắt đầu từ trưa, tất cả hành khách đi xe buýt và taxi đều phải đeo khẩu trang; nếu không người lái xe có quyền từ chối lên xe. Bắt đầu từ 13:00, tất cả hành khách đi đường sắt nội thành buộc phải đeo khẩu trang; nếu không người lái xe có quyền từ chối lên xe.
Vào ngày 4 tháng 2 năm 2020, tất cả sòng bạc ở Ma Cao đã được lệnh đóng cửa trong 15 ngày. Các cơ sở sau cũng bị yêu cầu đóng cửa: rạp chiếu phim, rạp hát, công viên giải trí trong nhà, quán cà phê internet, sảnh hồ bơi, sân chơi bowling, phòng tắm hơi, tiệm massage, thẩm mỹ viện, phòng tập thể dục, câu lạc bộ sức khỏe, quán bar, quán karaoke, câu lạc bộ đêm, vũ trường và các câu lạc bộ khiêu vũ.
Vào ngày 7 tháng 2, chính quyền Ma Cao thông báo rằng công nhân chính phủ phải ở nhà từ ngày 8 đến ngày 16, ngoại trừ các dịch vụ khẩn cấp.
Vào ngày 11 tháng 2, tại cuộc họp báo hàng ngày, chính phủ đã công bố kế hoạch bảo vệ khẩu trang lần thứ ba và cung cấp khẩu trang cho trẻ em lần đầu tiên, nhưng do số lượng có hạn, mỗi trẻ em chỉ được phép mua 5 chiếc. Chính phủ cũng thông báo rằng việc xét nghiệm sẽ bắt đầu đối với các nhóm có nguy cơ lây nhiễm cao và nhóm có nguy cơ cao nhất là tài xế xe buýt du lịch, trong đó 103 người sẽ được xét nghiệm vào ngày hôm đó..
Vào ngày 13 tháng 2, chính phủ đã công bố các biện pháp cứu trợ kinh tế, bao gồm: (1) giảm thuế và phí để giảm bớt gánh nặng cho các doanh nghiệp và người dân; (2) hỗ trợ các doanh nghiệp vừa và nhỏ và trợ cấp lãi suất để hỗ trợ sự tồn tại tiếp tục của các doanh nghiệp; (3) các biện pháp nâng cao sinh kế của người dân và hỗ trợ các gia đình dễ bị tổn thương; (4) đào tạo kỹ thuật, cung cấp công việc và bảo vệ tiền lương; (5) đưa ra các phiếu giảm giá điện tử để đẩy nhanh quá trình phục hồi kinh tế. Chính phủ cũng thông báo rằng họ sẽ hợp tác với một nhóm nghiên cứu địa phương ở Ma Cao để thiết lập dây chuyền sản xuất ở đại lục và bảo vệ nguồn cung cấp khẩu trang..
Vào ngày 14 tháng 2, chính phủ thông báo rằng, sau khi cân bằng giữa phòng chống dịch bệnh với nhu cầu của người dân đối với các dịch vụ công, bắt đầu từ ngày 17 tháng 2, các dịch vụ công cơ bản sẽ được khôi phục.
Vào ngày 17 tháng 2, chính phủ ra thông báo có hiệu lực từ ngày 20 tháng 2, các sòng bạc có thể mở cửa trở lại nhưng các cơ sở giải trí khác như rạp chiếu phim và quán bar vẫn phải đóng cửa. Chính phủ cũng thông báo rằng những người lao động nhập cư vào Ma Cao đã đến Trung Quốc đại lục trong 14 ngày qua sẽ phải trải qua 14 ngày theo dõi y tế tại một địa điểm được chỉ định ở Châu Hải. Tại một cuộc họp báo, Bộ trưởng Kinh tế và Tài chính Lei Wai Nong (李偉農) đã đề cập rằng khi các sòng bạc mở cửa trở lại, họ sẽ phải tuân theo các biện pháp của chính phủ để bảo vệ nhân viên và khách. Nếu các sòng bạc không thể chuẩn bị đầy đủ cho việc mở cửa trở lại, họ có thể nộp đơn xin hoãn mở lại đến 30 ngày.
Vào ngày 18 tháng 2, do sự thiếu hụt khẩu trang toàn cầu, chính phủ bắt đầu cung cấp khẩu trang có dây buộc thay vì dây đeo tai.
Vào ngày 19 tháng 2, chính phủ ra thông báo có hiệu lực từ ngày 20 tháng 2, hành khách đến từ các điểm nóng COVID-19 sẽ phải kiểm tra y tế khi nhập cảnh vào Ma Cao. Việc kiểm tra y tế cũng có thể được tiến hành đối với những cư dân Ma Cao đã thực hiện nhiều chuyến đi qua lại Chu Hải mỗi ngày. Ngoài ra một số công viên sẽ mở cửa trở lại và các chương trình phát sóng của chính phủ sẽ được điều chỉnh.
Tất cả các sòng bạc mở cửa trở lại vào ngày 20 tháng 2 năm 2020, nhưng lượng khách vẫn thấp do đại dịch, với các khách sạn có công suất thuê dưới 12% vào cuối tháng Hai. Các sòng bạc của Ma Cao bị sụt giảm doanh thu hàng năm 88% trong tháng 2 năm 2020, mức tồi tệ nhất từng được ghi nhận.
Bắt đầu từ ngày 20 tháng 2, chính quyền Ma Cao hạn chế nhập cảnh từ Trung Quốc đại lục.
Vào ngày 21 tháng 2, chính phủ thông báo rằng tuần sau, 24-28 tháng 2, khu vực công vẫn sẽ cung cấp các dịch vụ cơ bản. Kế hoạch bảo vệ khẩu trang thứ tư sẽ bắt đầu vào ngày hôm sau, 22 tháng Hai.
Vào ngày 25 tháng 2, Cục Y tế thông báo rằng những người nhập cảnh vào Ma Cao đã đến Hàn Quốc trong 14 ngày qua sẽ phải trải qua 14 ngày theo dõi y tế. Cục Hàng hải và Đường thủy thông báo rằng giờ mở cửa của Bến phà Outer Harbour và Bến phà Taipa sẽ được thay đổi thành 07:00–20: 00 cho đến khi có thông báo mới.
Vào ngày 27 tháng 2, các địa điểm khác đã bị đóng cửa vào ngày 5 tháng 2 cùng với các sòng bạc đã được phép mở cửa trở lại. Tuy nhiên, chính phủ Ma Cao khuyến cáo họ nên thực hiện các biện pháp kiểm soát dịch bệnh; nếu một ổ dịch xảy ra ở một nơi như vậy, họ sẽ yêu cầu các biện pháp kiểm soát tại chỗ theo Điều 19 của Luật Phòng chống Bệnh Truyền nhiễm. Chính phủ Ma Cao ra thông báo có hiệu lực từ ngày 2 tháng 3, các dịch vụ công sẽ trở lại bình thường. Các cơ sở dạy thêm và giáo dục thường xuyên đáp ứng các hướng dẫn về sức khỏe cũng có thể hoạt động trở lại. Cục Giáo dục thông báo rằng, tùy theo điều kiện mà Ma Cao và tỉnh Quảng Đông không có trường hợp mới nào được xác nhận trong 14 ngày liên tục và các trường ở Ma Cao có thể thông báo việc nối lại các lớp học ở các trường không cấp đại học. Cơ quan Dịch vụ Cải huấn thông báo rằng các dịch vụ thăm viếng sẽ tiếp tục một phần vào ngày 4 tháng 3.
Vào ngày 29 tháng 2, có thông báo rằng những hành khách đã đến Ý hoặc Iran trong 14 ngày qua sẽ phải trải qua 14 ngày theo dõi y tế cách ly. Cư dân Ma Cao sẽ được phép theo dõi y tế tại một địa điểm nhà mà chính quyền cho là thích hợp.

### Tháng 3 năm 2020
Vào ngày 2 tháng 3, nhiều chi nhánh của Thư viện công cộng Ma Cao đã mở cửa trở lại (với một số khu vực nhất định như phòng đa phương tiện và khu vực đọc sách của trẻ em vẫn đóng cửa) và các tòa nhà nhận được "Thời gian làm sạch và khử trùng" hai lần mỗi ngày.
Vào ngày 8 tháng 3, có thông báo rằng bắt đầu từ trưa cùng ngày, những người nhập cảnh vào Ma Cao đã đến Đức, Pháp, Tây Ban Nha hoặc Nhật Bản trong 14 ngày qua sẽ phải kiểm tra sức khỏe. Ngoài ra, bắt đầu từ trưa ngày 10 tháng 3, hành khách đến từ các địa điểm đó sẽ phải trải qua 14 ngày cách ly và theo dõi y tế tại một địa điểm được chỉ định. Cư dân Ma Cao sẽ được phép theo dõi y tế tại một địa điểm đã được phê duyệt. Cục Giáo dục Đại học đã công bố các biện pháp giúp sinh viên từ Ma Cao du học ở nước ngoài mua khẩu trang.
Vào ngày 9 tháng 3, Cục Thể thao thông báo rằng các cơ sở thể thao dần dần hoạt động trở lại bắt đầu từ ngày 2 tháng 3 và các cơ sở khác sẽ có thể dần dần mở cửa trở lại bắt đầu từ ngày 11 tháng 3. Các cơ sở này đã bị đóng cửa kể từ ngày 24 tháng 1. Trung tâm Hiến máu thông báo tạm dừng việc hiến máu của các cá nhân có nguy cơ trong 28 ngày.
Vào ngày 13 tháng 3, Phòng Giáo dục và Các vấn đề Thanh niên đã công bố một kế hoạch dự phòng cho việc mở lại các lớp theo từng giai đoạn, các lớp khác nhau dần dần sẽ đi học lại vào các ngày khác nhau từ ngày 30 tháng 3 và ngày 4 tháng 5.
Vào ngày 14 tháng 3, có thông báo rằng những người vào Ma Cao đã đến điểm nóng COVID-19 của Khu vực Schengen, Vương quốc Anh, Hoa Kỳ, Canada, Nga, Brazil, Ai Cập, Úc hoặc New Zealand trong 14 ngày qua sẽ được yêu cầu giám sát y tế tại một địa điểm được chỉ định. Cục Giáo dục Đại học thông báo rằng một số lớp học đáp ứng các điều kiện nhất định sẽ được phép hoạt động trở lại vào ngày 1 tháng 4. Ngoài ra, các sinh viên trở về Ma Cao từ nước ngoài sẽ phải trải qua 14 ngày theo dõi y tế tại nhà và kiểm tra axit nucleic.
Vào ngày 15 tháng 3, New Zealand không còn được coi là một điểm nóng COVID-19. Cục Du lịch thông báo rằng từ ngày 17 tháng 3 đến ngày 22 tháng 3, chính phủ sẽ sắp xếp vận chuyển từ Sân bay Quốc tế Hồng Kông cho người dân Ma Cao và sinh viên đến từ các nước Châu Âu để đưa họ đến một địa điểm được chỉ định trong 14 ngày theo dõi y tế.
Vào ngày 16 tháng 3, bắt đầu từ nửa đêm (00:00) ngày 17 tháng 3, những người đến Ma Cao từ bất kỳ quốc gia nào bên ngoài Trung Quốc (có nghĩa là Trung Quốc đại lục, Hồng Kông, Ma Cao và Đài Loan) sẽ phải trải qua 14 ngày theo dõi y tế tại một địa điểm được chỉ định. Cục Du lịch thông báo rằng việc đưa đón từ Sân bay Quốc tế Hồng Kông đến một địa điểm được chỉ định sẽ được sắp xếp cho người dân Ma Cao và sinh viên đến từ Hoa Kỳ cũng như các nước Châu Âu.
Có hiệu lực từ ngày 18 tháng 3, chính phủ cấm nhập cảnh đối với tất cả những người không cư trú, ngoại trừ Trung Quốc đại lục, Hồng Kông và Đài Loan.
Vào ngày 18 tháng 3, Cục Du lịch thông báo rằng từ ngày 19 tháng 3 đến ngày 31 tháng 3, vận chuyển từ Sân bay Quốc tế Hồng Kông sẽ đưa người dân và sinh viên Ma Cao đến từ tất cả các quốc gia đến các địa điểm được chỉ định để theo dõi y tế.
Vào ngày 19 tháng 3, kế hoạch mở lại các lớp theo từng giai đoạn đã bị hủy bỏ.
Vào ngày 24 tháng 3, Đặc khu trưởng thông báo rằng bắt đầu từ ngày 25 tháng 3, các chuyến bay nối chuyến sẽ không còn được phép tại Sân bay quốc tế Ma Cao; bất kỳ cư dân nào của Hồng Kông, Đài Loan hoặc Trung Quốc đại lục đã đến các quốc gia khác trong 14 ngày trước đó đều bị cấm nhập cảnh vào Ma Cao; và những cư dân Ma Cao đã đến Hồng Kông, Đài Loan hoặc các quốc gia khác trong 14 ngày qua sẽ phải trải qua 14 ngày theo dõi y tế tại một địa điểm được chỉ định.
Vào ngày 25 tháng 3, Cục Y tế đã mở rộng các hạn chế đối với việc hiến máu.

### Tháng 4 năm 2020
Vào ngày 4 tháng 4, chính quyền Ma Cao đã tuân theo chính quyền trung ương Trung Quốc tổ chức một ngày quốc tang trên khắp Ma Cao. Cờ Trung Quốc và cờ Ma Cao sẽ treo cờ rủ, và các hoạt động giải trí công cộng và ăn mừng hoặc các sự kiện lễ hội phải dừng lại. Bắt đầu từ 10 giờ sáng ngày hôm đó, Ma Cao sẽ có thời gian mặc niệm trong 3 phút.
Có hiệu lực từ ngày 6 tháng 4, chính phủ đã đình chỉ các tuyến xe buýt qua Cầu Hồng Kông – Chu Hải – Ma Cao, chỉ cho phép các phương tiện vận tải bằng giấy phép kép (HK/Ma Cao) đi qua cầu.
Vào ngày 8 tháng 4, Bộ trưởng Kinh tế và Tài chính thông báo rằng 10 tỷ Patacas sẽ được đưa vào quỹ hỗ trợ chống dịch để giúp đỡ người dân và doanh nghiệp.
Vào ngày 20 tháng 4, Cục Giáo dục và Thanh niên đã giới thiệu kế hoạch cho trẻ em đeo khẩu trang khi bắt đầu đi học.
Vào ngày 25 tháng 4, Văn phòng Giáo dục và Thanh niên đã công bố kế hoạch xét cho giáo viên trừ đại học và học sinh vượt biên, bắt đầu bằng việc kiểm tra 5.000 giáo viên trung học.
Vào ngày 28 tháng 4, Cục Hàng hải và Nước thông báo rằng bắt đầu từ nửa đêm (00:00) ngày 29 tháng 4, các ngư dân quay trở lại Ma Cao sẽ phải cách ly trong 14 ngày trên tàu đánh cá hoặc tại khách sạn. Những người đánh cá đã trở về Ma Cao sẽ được xét nghiệm.

### Tháng 5 năm 2020
Vào ngày 1 tháng 5, cơ quan y tế đã giới thiệu mã y tế Ma Cao, mã này sẽ bắt đầu được sử dụng vào ngày 3 tháng 5 lúc 9:00. Mã sức khỏe là phiên bản nâng cấp của tờ khai sức khỏe cá nhân, sẽ thay thế cho tờ khai sức khỏe đang được sử dụng tại các cửa khẩu. Hiện tại, nó sẽ chỉ áp dụng cho việc nhập cảnh vào Ma Cao và nhập cảnh vào các địa điểm địa phương.
Vào ngày 2 tháng 5, Đồn biên giới Cerco và Cầu Hồng Kông – Chu Hải – Ma Cao hoạt động theo lịch bình thường.

### Tháng 1 năm 2021
Vào ngày 21 tháng Giêng, cơ quan y tế đã công bố 1 trường hợp dương tính mới mới. Bệnh nhân đã đến Vương quốc Anh và Dubai. Trường hợp này đã kết thúc kỷ lục không lây nhiễm trong 200 ngày của Ma Cao.

## Tranh cãi

### Khám chữa bệnh miễn phí cho bệnh nhân Trung Quốc đại lục
Tại một cuộc họp báo, ông Hạ Nhất Thành hoan nghênh người Trung Quốc đại lục sử dụng dịch vụ y tế miễn phí của Ma Cao. Điều này đã tạo ra tranh cãi trực tuyến với lo lắng rằng những người từ đại lục sẽ đến Ma Cao và lây lan virus. Sau đó, Bộ trưởng Hành chính và Tư pháp Cheong Weng Chon (張永春) nói rằng bất kỳ bệnh nhân nào từ bên ngoài Ma Cao bị COVID-19 sẽ cần phải thanh toán hóa đơn y tế của chính họ; họ sẽ có thể nộp đơn xin miễn lệ phí và chính phủ sẽ đưa ra quyết định dựa trên tình hình tài chính và ảnh hưởng của họ đối với công chúng. Bệnh nhân phục hồi đầu tiên là một nữ doanh nhân đến từ Vũ Hán. Cục Y tế tuyên bố rằng phí y tế cho những người từ bên ngoài Ma Cao cao gấp đôi phí cho người dân địa phương. Bệnh nhân đã nộp đơn xin miễn 34.000 patacas phí y tế. Những người dùng Internet đã điều tra và cho biết rằng trong những bức ảnh cô xuất viện, có thể thấy một chiếc túi xách trị giá 20.000 patacas và khách sạn mà cô ở có giá hơn 1000 patacas một đêm, kết luận rằng cô có thể chi trả được chi phí y tế. Điều này đã tạo ra một cuộc tranh cãi lớn. Cục cho biết họ sẽ đưa ra quyết định theo quy định của pháp luật.
Khi ở trong bệnh viện, bệnh nhân đầu tiên bị nhiễm bệnh yêu cầu mì khô nóng, một món ăn từ Vũ Hán, vì vậy bệnh viện đã đặc biệt bố trí một đầu bếp người Hồ Bắc. Khi ra viện, có nhiều khoản phát sinh hơn, khiến người dân địa phương ghen tị với "dịch vụ năm sao" của bệnh nhân. Điều này đã gây ra tranh cãi trên mạng ở cả Ma Cao và Hồng Kông. Giám đốc của Bệnh viện Conde S. Januário Lei Wai Seng (李偉成) nói rằng mục tiêu của bệnh viện không phải là cung cấp những bữa ăn đặc biệt cho bệnh nhân, mà là dinh dưỡng quan trọng đối với sự hồi phục của bệnh nhân; Nếu dinh dưỡng của bệnh nhân không đầy đủ, nó sẽ không tốt cho sự phục hồi của họ. Ông nhấn mạnh rằng tất cả bệnh nhân đều được đối xử bình đẳng về bữa ăn và chi phí ăn uống đã được bao gồm trong hóa đơn của bệnh viện.

### Đóng cửa biên giới
Khi Quảng Đông trở thành tỉnh có nhiều ca bệnh thứ hai ở Trung Quốc, Ma Cao vẫn có hàng chục nghìn người ra vào Chu Hải mỗi ngày. Nhiều người đã yêu cầu đóng cửa biên giới, nhưng chính phủ liên tục nói rằng việc đóng cửa hoàn toàn là không thể. Ông Hạ Nhất Thành nói, "Nếu chúng tôi đóng tất cả các cảng nhập cảnh, ai sẽ dọn rác? Ai sẽ đảm nhận an ninh? Làm thế nào chúng tôi có được sản phẩm tươi sống? Đây là những vấn đề chúng tôi đang suy nghĩ."

### Đóng cửa công viên
Vào tháng 2 năm 2020, để ngăn chặn sự lây lan của virus, chính phủ đã thông báo rằng tất cả các công viên nông thôn và công viên thành phố sẽ đóng cửa, để tránh đám đông và giảm nguy cơ lây nhiễm. Một số người dân không hài lòng với điều này, cho rằng nguy cơ lây truyền bệnh ở vùng ngoại ô là rất thấp và việc ở nhà trong thời gian dài mà không ra ngoài tập thể dục sẽ làm tăng nguy cơ mắc các bệnh khác. Trung tâm Kiểm soát và Phòng ngừa Dịch bệnh cho biết lan can và những thứ tương tự có thể trở thành một phương thức lây truyền bệnh và đeo khẩu trang khi tập thể dục sẽ gây cản trở và rất dễ tạo nên cuộc trò chuyện nếu bạn gặp một người bạn; tất cả đều có thể làm tăng nguy cơ truyền virus. Chính phủ quyết định đóng cửa các cơ sở vui chơi giải trí công cộng để tránh lây truyền bệnh cho cộng đồng.
Vào ngày 17 tháng Hai, chính phủ thông báo rằng các sòng bạc sẽ mở cửa trở lại bắt đầu từ ngày 20 tháng Hai, nhưng đồng thời cảnh báo rằng dịch bệnh vẫn nghiêm trọng và khuyến cáo người dân ở nhà và tránh ra ngoài. Ngoài ra, các công viên công cộng và các cơ sở công cộng khác sẽ vẫn đóng cửa. Đáp lại, một số người dân đặt câu hỏi liệu những biện pháp và khuyến nghị này có mâu thuẫn với nhau hay không, họ nói một cách mỉa mai rằng chính quyền không cho người dân đến công viên tập thể dục nhưng lại cho họ vào sòng bạc để đánh bạc. Chính phủ trả lời rằng sau khi đánh giá, quyết định mở lại các sòng bạc được đưa ra nhằm cân bằng giữa nhu cầu phòng chống dịch bệnh và việc làm của người lao động địa phương. Khi sòng bạc mở cửa trở lại, các biện pháp phòng chống dịch bệnh sẽ có nhiều yêu cầu để bảo vệ sức khỏe của nhân viên và khách. Ngoài ra, chính phủ đã thông báo vào ngày 19 tháng 2 rằng một số công viên sẽ mở cửa trở lại.